# 고려의 과학기술
고려의 과학기술은 삼국시대의 과학기술을 계승하고 송(宋)·원(元)시대의 중국 과학기술을 이어받아, 귀족문화 속에서 귀족들의 문화적 욕구를 만족시키는 가운데 발전하였다.
고려의 기술적 발전을 대표하는 인쇄술과 고려청자는 그러한 귀족문화의 소산이었다. 천문학에 있어서는 천체관측이 특히 발달하였으며, 그 관측기록은 독자적이고 정확한 것으로 정평이 있다. 또한 고려 말에는 화약을 제조할 줄 알았으며, 조선기술(造船技術)은 특히 병선(兵船)에서 뛰어났다. 고려의 지리적 지식은 종래의 중국 중심에서 벗어나 동양 중세의 불교적 세계관을 바탕으로 인도와 중앙아시아의 이른바 5천축국(五天竺國)에 걸치는 것이었으며, 아라비아와 중동지역의 지리적 지식도 가지고 있었다. 고려의 의학은 958년에 시작된 과거제(科擧制)에 의학부문이 포함되고, 중국의 의서(醫書)와 고려인에 의한 <향약구급방(鄕藥救急方)> 등의 의서를 간행하였다. 그러나 고려 과학의 학문적인 면에서는 기술분야에서처럼 특이한 점이 뚜렷하지 않다.
고려인은 이론적인 새로운 발전은 없었지만, 경험적이고 실제적인 분야에서는 꾸준히 업적을 쌓아 나갔다.

## 고려의 천문
고려 시대에 조위가 지은 시에는 '막대를 세워 그늘을 재고 해와 달을 관측한다.
대 위에 올라가 구름을 보며 별을 가지고 점을 친다'라고 쓰여 있어서 이 시를 통해 어떻게 별을 관측했는 짐작할 수 있다.

## 화약과 화포

### 화약과 화포의 전래
화약과 화포가 한국에 전래된 시기는 확실하지는 않으나, 대체로 14세기 전반, 즉 고려의 공민왕(恭愍王) 때 이전이었으리라고 생각된다. <고려사> <병지(兵志)>에는 공민왕 5년(1356)에 총통(銃筒)을 사용하여 화살(箭)을 발사하였다는 기록이 있으므로 그때에 한국에서는 이미 유통식 화기(有筒式火器)를 사용할 줄 알았다고 말할 수 있다. 고려대 14세기 전반(前半)에 있었던 총통은 원(元)에서 전래된 것이라고 보고 있다. 총통으로 발사한 화살의 사정거리가 매우 큰 것과, 이어 화전(火箭)·화통(火筒) 등의 사용으로 화약병기의 위력을 인식한 고려에서는 그러한 화기(火器)의 대량생산과 화약의 조제법을 알아내기 위하여 무척 노력하였다. 화포의 발전에 대한 절실한 필요성은 그 당시 고려 전역에까지 확대할 기세가 보인 왜구(倭寇)의 섬멸을 위한 노력 때문에 더욱 고조되었다. 그러나 고려에서는 그때까지 화약의 제법(製法)을 알지 못했다. 그리하여 공민왕 22년(1373) 11월에는 어쩔 수 없이 명(明)에 사신을 보내서 화약을 나누어 달라고 요청하였다. 그들은 왜구의 격멸을 위해서 적극적으로 바다에 진출하여 추격 나포하기로 결정하고, 포왜선(捕倭船)을 건조하여 화기를 갖추는 데 필요한 화약이 없어 그러한 청을 하기에 이른 것이다. 그러나 명(明)에서는 그러한 요청을 일단 거절하였다. 그렇지만 명에서도 왜구의 창궐로 인한 피해가 날로 극심하여 고심하고 있던 차였으므로 다음해인 23년(1374) 5월에는 아직도 비밀에 붙였던 화약원료를 명(明) 태조(太祖)의 지시에 의하여 나누어 주겠다고 허락하였다. 그래서 얻어온 것이 염초(焰硝) 50근(斤), 유황(硫黃) 10만 근(斤)과 그 밖에 필요한 약품들이었다. 그러나 이 사실은 사실상 흑색 화약 원료의 하나였던 유황을 받았다는 말밖에는 안되는 것이다. 왜냐 하면 염초 50근이란 있으나마나 한 양(量)에 불과하였기 때문이다.

### 화약 제조
고려 말, 왜구를 격퇴, 섬멸하기 위해서는 화포(火砲)의 위력을 발휘하는 길이 가장 효과적일 것이라는 신념을 가지고 있던 최무선(崔茂宣, ?-1395)은 화약제조법을 알아내기 위하여 중국 상인을 만날 때마다 화약제조법을 묻던 중, 중국인 이원(李元)을 만나 자기 집에 머무르게 하고 그로부터 염초자취술(焰硝煮取術)을 배워서 마침내 화약제조법을 알아내었다. 일설에는 최무선 자신이 원(元)에서 직접 그 기술을 배워왔다고 하는데, 전혀 가능성이 없지 않을 것으로 생각된다. 아무튼 최무선이 화약의 주원료인 염초(KNO3)를 흙에서 추출(抽出)하는 방법을 알아낸 것만은 사실이다. 이리하여 고려는 그의 화약제법에 의하여 화약제조소로서의 화통도감(火▩都監)을 설치하였고 그것은 고려 우왕(禑王) 3년(1377) 10월에 공식 기관으로서 정식으로 발족을 보았다. 화통도감의 발족과 함께 화약과 각종 화기의 제조는 급속도로 발전하여 대량생산의 단계에 들어서니, 얼마 후에는 20여 종에 가까운 화기(火器)가 제조되었고, 우왕 4년(1378) 4월에는 화기발사의 전문부대로서의 화통방사군(火▩放射軍)이 편성되었으며 처음에 시도하였던 바와 같이 화포를 증강하여 전선(戰船)에 화포를 설치함으로써 왜구 격퇴에 위력을 발휘하게 되었다. <고려사>에서는 우왕 6년(1380)의 전라도 진포(鎭浦) 싸움과 9년(1383) 진도(珍島)에서의 싸움에서 발휘한 화포의 위력을 격찬하고 있다.

## 고려시대의 선박

### 고려시대의 조선기술
고려시대에는 병선의 건조가 특히 활발하였다. 그 이유는 고려 초에 여진해적의 방어를 위하고 일본에 대비하려는 목적이있었다고 생각된다. 고려의 병선은 양적으로도 많았고 그 중 큰 것은 100-200명의 수군이 탈 수 있었다 하며, <고려사>에 의하면 대선은 넓이가 16보(약 20m)나 되어 갑판 위에서 말을 달릴 수 있을 정도라고 했으니 그 크기를 상상할 수 있다. <고려사> <병지>에는 현종 1년(1009)에 과선 75척이 건조되었다는 기록이 보이는데, 그것은 고려가 만든 독특한 전선으로 주목된다. 고려선의 견고성은 원의 전선들이 돌풍으로 모두 깨어진 데 반하여 고려의 조선양식으로 만든 900척은 거의 무사하였다는 사실로 입증된다. 고려에는 두 가지 형식의 선박이 건조되었으니, 하나는 남송의 선형이고 다른 하나는 백제와 신라의 전통을 계승한 한국 고유의 선형이었다. 충렬왕 때(13세기 후반)에 건조된 병선 900척은 3,000-4,000석을 실을 수 있는 대형선으로, 원의 강요로 고려로서는 감당하기 어려운 일을 해내었지만 결과적으로 고려의 조선기술을 발전시켰다. 그들이 남송식으로 조선하지 않고 고려식으로 조선한 것은 공비를 적게 들이고 단시일 내에 끝내기 위해서였다. 고려의 조선기술은 소박하고 견고한 데 특징이 있었다고 할 수 있다.

### 고려선박의 종류와 경향
고려의 선박은 수군의 병선(兵船)과 연해운수용 화물선으로 대별된다. 연해운수용 화물선에는 두 가지가 있었는데, 초마선(哨馬船)은 적재량 1,000석(石) 정도의 배였고, 평저선(平底船)은 200석(石) 정도의 배였다. 고려에서는 항해용 상선(商船)이 거의 눈에 뜨이지 않는다는 점이 신라의 경우와 다른 것이라 할 수 있다. 그것은 고려에 대한 송상(宋商)의 활동이 너무 적극적이고 규모도 커서 고려상선의 출항은 자연히 규모가 작아질 수밖에 없었기 때문이다. 이러한 경향은 고려 말부터 전국적으로 창궐한 왜구(倭寇)에 의한 한국 상선의 해상활동의 위축과 연결되고, 명(明)의 대외교역의 소극적 정책의 영향을 받아 항해용 대형선 건조는 거의 정지되었고 따라서 전선(戰船)의 건조가 자극되는 반면 관선(官船)과 상선(商船)의 건조기술은 침체할 수밖에 없었다. 위에서 지적한 바와 같이 왜구의 극심한 창궐과 그에 따른 명(明) 초의 대외적 교역의 심한 제한은 조선의 조선기술 발전을 출발점에 매어 놓게 하였다. 이러한 외적 요인은 그대로 내적 요인으로 직결되었으니 고려 말-조선 초의 해상활동은 사실상 봉쇄되었다고 하여도 과언이 아닐 것이다. 그에 따라서 반사적으로 자극된 것이 전선의 성능 개량을 위한 노력이었고 그것이 커질수록 항해용 또는 어로용(漁撈用) 선박의 건조기술은 침체되어만 갔다.

## 고려시대의 금속공예
신라의 금속공예기술을 계승한 고려는 송과 원의 기술적 영향을 받아서 더욱 뚜렷한 발전을 이룰 수 있었으니, 현재까지 알려진 여러 금속공예품의 훌륭한 솜씨는 그러한 사실을 우리에게 실증하고 있다. 대동종과 특히 많은 동경과 향로 등은 우수한 것이었다. 그러나 중국에 대한 세공은 날로 과중을 거듭하게 되고, 특히 원대에서의 착취는 격심하여 원의 관리가 고려까지 와서 금은을 채굴함으로써 받는 부담은 감당할 수 없을 정도였다. 그리하여 그들은 금은 등 금속광의 채굴은 극도로 제한하고 중국에 대해서는 한국의 금은 생산이 매우 적다는 등의 변명으로 세공량을 탕감하려고 노력하였다.  한국의 동은 신라동 또는 고려동이라 하여 중국에도 널리 알려져 있어 주나 원에서 동을 사려고 온 일까지 있었고 또 공납도 하였다. <고려사>에 의하면 원종 3년(1262) 9월에 몽고에서 사신이 와서 호동을 구한 일이 있었는데, 적동을 뜻하는 것인지 물었더니 유석이라고 대답하기에 호동 600여 근을 주고 유석은 한국에서 산출되지 않는다고 변명하였다. 또 철의 경우도 삼한 삼국시대로부터 일본과 중국에 알려져 있었으며, 원대에는 고려에 군기와 군도를 만들어 바치게 하고 직접 철도 공납하게 하였을 정도였다. 이렇게 동도 철도 고려까지는 충분히 자족할 수 있을 정도였다. 우리가 잘 알고 있는 바와 같이 고려는 성종 15년(996)에 철전을 주조하여 사용하게 되었으며, 숙종 3년(1098)에는 주전이 다시 시작되어 은병이라는 일종의 은화가 주조되어 통용되게 되었고, 고려 말의 동활자의 주조 화포의 주조에서도 금속류의 수입을 찾을 수 없었으니, 분명히 자급자족이 가능하였다고 본다. 그러나 고려 중기 이후 거듭되는 전란과 금속광의 채굴·야금의 행정 정책의 빈곤은 한국 금속기술의 부진 요인이 되어 서서히 퇴보하기 시작하였다.
1. ↑  “[통통통 교과서 | (8)별] 하늘의 별도 태어나 자라고 늙는다는 거 아니?”. 어린이조선일보. 2013년 1월 25일.